# 帕欣科韋
50°58′18″N 34°22′48″E / 50.97167°N 34.38000°E
帕欣科韋（烏克蘭語：Пащенкове）是位於烏克蘭東北部的村莊，由蘇梅州蘇梅區的米科萊夫卡鎮級市鎮負責管轄。該村處於維爾河左岸，海拔高度146米，2001年該村落人口113。

## 畫廊

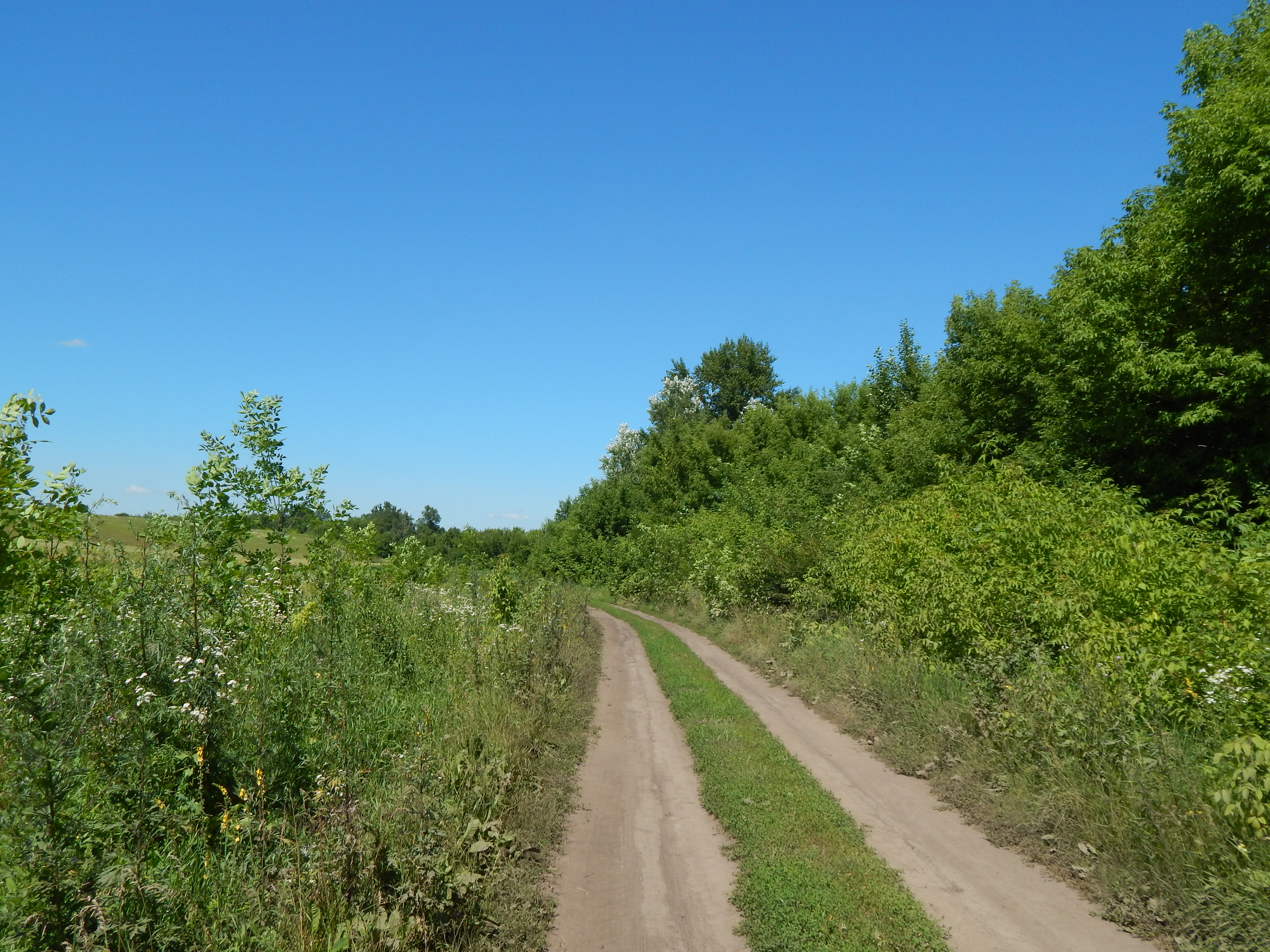
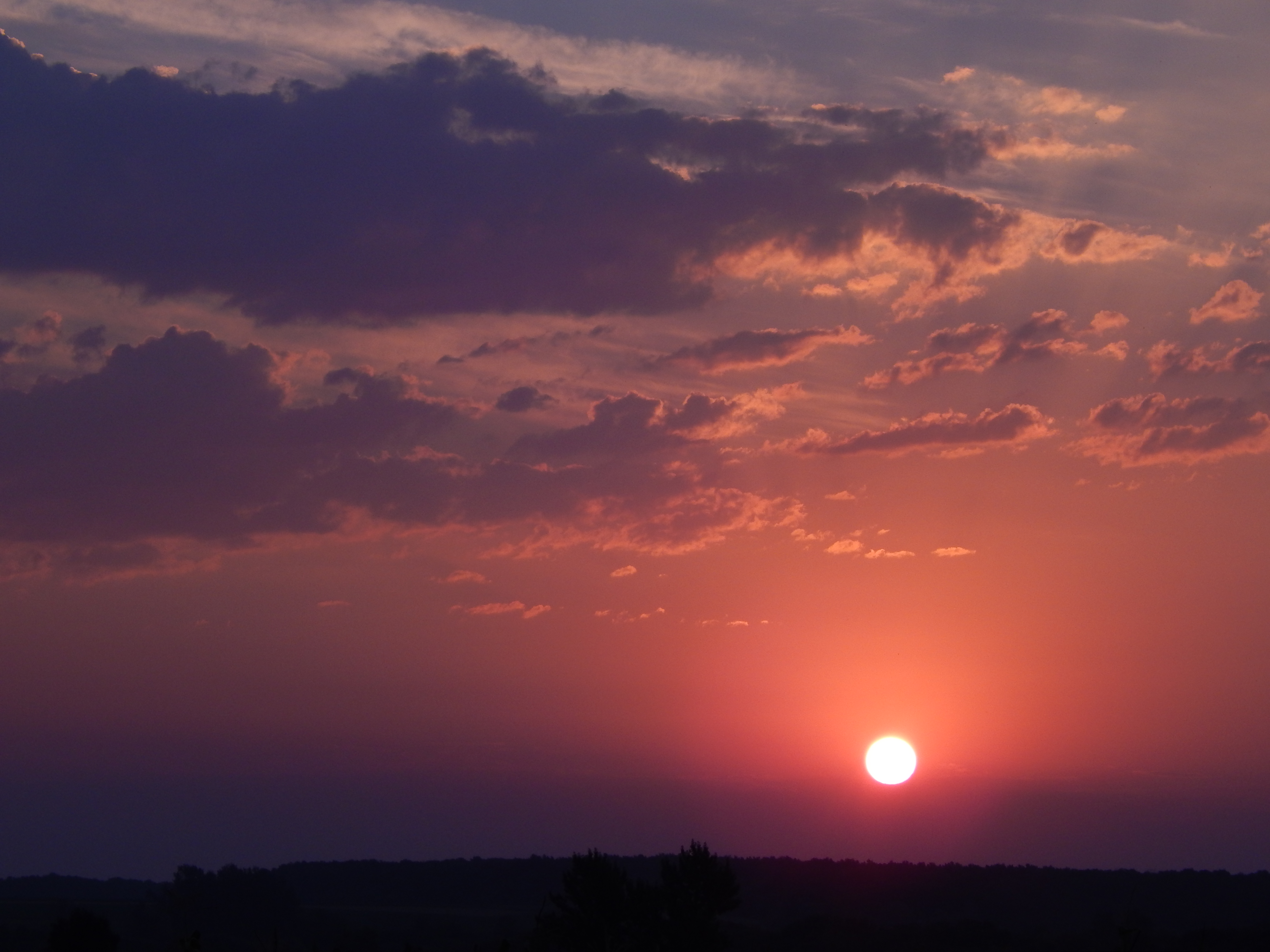
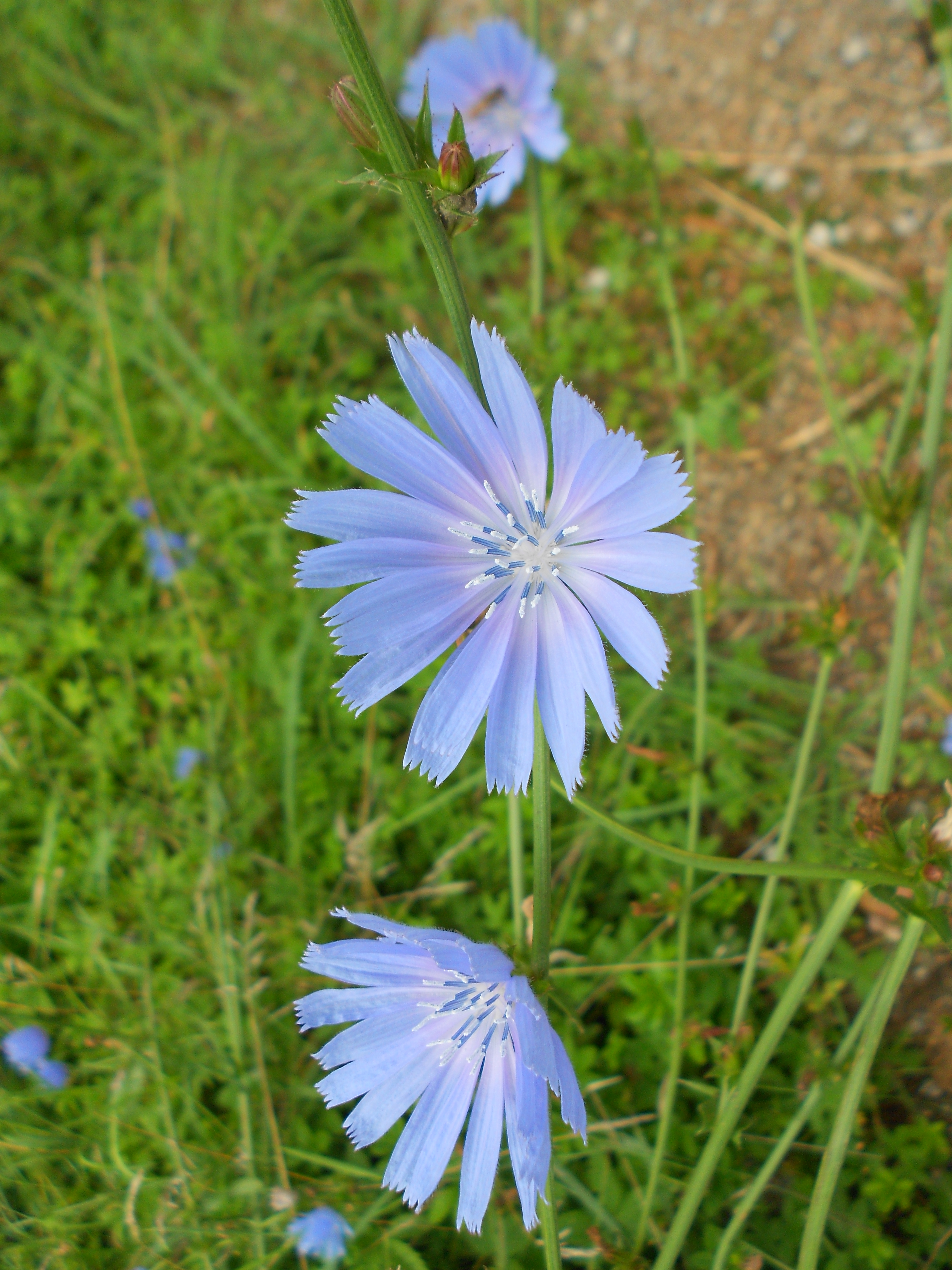